# (38806) 2000 RH66
2000 RH66 (asteroide 38806) é um asteroide da cintura principal. Possui uma excentricidade de 0.17473210 e uma inclinação de 3.78734º.
Este asteroide foi descoberto no dia 1 de setembro de 2000 por LINEAR em Socorro.